# Claudia Llosa
Claudia Llosa (ur. 15 listopada 1976 w Limie) – peruwiańska reżyserka, scenarzystka i producentka filmowa.

## Życiorys
Urodziła się w 1976 jako córka inżyniera Alejandro Llosy Garcíi i włoskiej artystki Patricii Bueno Risso. Jest bratanicą pisarza-noblisty Mario Vargasa Llosy i reżysera Luisa Llosy.
Claudia Llosa studiowała medioznawstwo na Uniwersytecie Limeńskim (Universidad de Lima), a następnie pod koniec lat 90, przeniosła się do Madrytu. W latach 1998–2001 studiowała filmoznawstwo na tamtejszej uczelni filmowej Escuela TAI, gdzie zdobyła dyplom ze scenopisarstwa. Karierę zawodową rozpoczęła w Peru, pracowała w reklamie i w telewizji, założyła również własną firmę producencką o nazwie Vela Films.
Pod koniec studiów rozpoczęła pracę nad projektem Madeinusa, który zdobył nagrodę w kategorii najlepszy nieopublikowany scenariusz na MFF w Hawanie w 2003. Sam film, osadzony wśród społeczności peruwiańskich Indian, powstał w 2006 i był wielokrotnie nagradzany, m.in. na MFF w Mar del Plata i w Rotterdamie.
Kolejny film Llosy, Gorzkie mleko (2009), ponownie rozgrywał się wśród Indian, a na czele jego obsady stała znowu Magaly Solier. Obraz miał swoją premierę w konkursie głównym na 59. MFF w Berlinie, gdzie ostatecznie zdobył główną nagrodę Złotego Niedźwiedzia. Był to pierwszy film peruwiańskiego reżysera zaprezentowany w oficjalnej selekcji tego festiwalu. Obraz przyniósł później reżyserce także nominację do Oscara dla najlepszego filmu nieanglojęzycznego.
Anglojęzyczny debiut Llosy, Do nieba (2014), pomimo gwiazdorskiej obsady (Jennifer Connelly, Cillian Murphy, Mélanie Laurent) i premiery w sekcji konkursowej na 64. Berlinale, nie odniósł sukcesu. Rok po jego premierze reżyserka zasiadała w jury konkursu głównego na 65. MFF w Berlinie.

## Filmografia

### Reżyser

#### Filmy fabularne
- 2006: Madeinusa
- 2009: Gorzkie mleko (La teta asustada)
- 2014: Do nieba (Aloft)
- 2021: Bezpieczna odległość (Distancia de rescate)

#### Filmy krótkometrażowe
- 2012: Loxoro[6][7]

## Nominacje i nagrody
- 59. MFF w Berlinie
  - 2009: Złoty Niedźwiedź za film Gorzkie mleko
- MFF w Mar del Plata
  - 2006: Nagroda Roberto-Tato-Miller w kategorii Najlepszy film latynoamerykański za film Madeinusa[8]
- MFF w Rotterdamie
  - 2006: Nagroda FIPRESCI za film Madeinusa
- Sundance Film Festival
  - 2006: nominacja do Nagrody Głównej Jury za film Madeinusa